# 濟眾院
濟眾院（：／）是朝鲜王朝政府1885年2月29日設立的朝鮮首所西式醫院及首所教育醫院。成立時為廣惠院，12天後的3月12日改稱濟眾院。濟眾院經營權轉讓給美北长老会傳道會後，美北長老會在朝鮮（漢城、大邱、光州、平安南道宣川等）設立的醫院皆稱濟眾院。
延世大學醫學院及延世大學醫療院、首爾大學醫學院及首爾大學醫院主張自己是濟眾院正統繼承者。首爾大學認為濟眾院是國家機構，延世大學則認為濟眾院由美北长老会傳教士管理。一般認為延世大學醫院是濟眾院的繼承者。